# Ле Косте (Изернија)
Ле Косте је насеље у Италији у округу Изернија, региону Молизе.
Према процени из 2011. у насељу је живело 55 становника. Насеље се налази на надморској висини од 669 м.